# Edward Palmer
Edward Palmer (ur. 1 września 1809, zm. 3 listopada 1889 w Charlottetown) – kanadyjski polityk konserwatywny drugiej połowy XIX wieku związany z prowincją Wyspa Księcia Edwarda. Był uczestnikiem konferencji w Québecu. Zaliczany jest do grona Ojców Konfederacji, choć był jej zagorzałym przeciwnikiem.
Palmer urodził się na Wyspie Księcia Edwarda. Po ukończeniu szkoły średniej rozpoczął praktykę prawniczą w biurze swego ojca. Po zdaniu wymaganych egzaminów w 1830 r. został licencjonowanym prawnikiem. Pracował jako prawnik, handlarz nieruchomości i sędzia. W 1835 r. zaangażował się w politykę zdobywając mandat do lokalnego zgromadzenia legislacyjnego. Palmer reprezentował skrajnie konserwatywne nastawienie. Rodzina Palmerów była częścią wąskiej grupy posiadaczy ziemskich utrzymujących w swych rękach większość gruntów na wyspie. Był więc przeciwny jakimkolwiek reformom ziemskim, które zdominowały politykę wyspy od połowy XIX wieku przez prawie stulecie (zobacz Historia Wyspy Księcia Edwarda). Palmer był także zażartym przeciwnikiem przystąpienia Wyspy do Konfederacji. W latach 1859–1863 sprawował funkcję premiera rządu Wyspy Księcia Edwarda, jednak liczne konflikty, nawet z partyjnymi kolegami, zmusiły go do ustąpienia. W 1867 r. Palmer przewodził opozycji przeciw przystąpieniu Wyspy do Konfederacji. W zamian proponował nawiązanie bliższych stosunków handlowych z USA. Ostatecznie w roku 1873 sytuacja ekonomiczna zmusiła rząd wyspy, w którym Palmer był ministrem, do przystąpienia do Konfederacji. Od tego czasu Palmer zrezygnował z czynnego udziału w polityce, obejmując stanowisko sędziego sądu hrabstwa Queens w swej prowincji.